# Union des commissionnaires de l'Hôtel des ventes
L’Union des commissionnaires de l’Hôtel des ventes (UCHV), créée en 1834, réunissait les commissionnaires, surnommés « cols rouges » ou « collets rouges », ou encore les « Savoyards », chargés de la manutention et du transport des biens à l’Hôtel Drouot. Elle a été dissoute en 2010.

## Histoire
Reconnaissables à leur veste noire à col rouge sur lequel était brodé en fil d'or un numéro, les commissionnaires étaient organisés en corporation, et composés exclusivement de Savoyards, originaires de quelques villages de hautes montagnes de Haute-Savoie et de Haute-Tarentaise. Leur engagement se faisait par cooptation. En 1860, Napoléon III avait reconnu le monopole savoyard sur l’UCHV, peut-être pour gratifier les Savoyards à la suite de l'annexion du duché.

## Organisation
La corporation comptait 90 membres en 1891 et 110 de 1920 à 2010. Chaque commissionnaire était propriétaire de son numéro qu’il revendait à son successeur. Celui qui débutait était appelé un « bis » et pendant six mois il travaillait sous la supervision d’un parrain en se vêtant d’un col noir. Au bout de trois mois, les 110 cols rouges se réunissaient et votaient à la majorité l’embauche dudit "bis". Dans ce cas, il parfaisait son apprentissage avant de revêtir la fameuse veste à col rouge. On disait alors qu’il était "en pied". Le "bis" héritait du numéro (qui figurait sur le col rouge de la veste) de son vendeur et parfois aussi de son sobriquet. 
Il n’y avait ni hiérarchie, ni ancienneté, ni grille de salaires, la société étant divisée en 110 parts égales. Toutes les décisions étaient soumises au vote en réunion plénière à bulletins secrets. On y élisait, pour une durée de deux ans, les brigadiers qui constituaient le Bureau. Les revenus de la société étaient versés dans une caisse commune et redistribués équitablement entre les membres en fonction des jours travaillés par chacun (les jours chômés et les vacances n’étant pas rémunérés). Le mode de fonctionnement de la corporation induisait une rotation des tâches à effectuer et non une spécialisation du travail. Ainsi chacun était-il tour à tour porteur, chef d’équipe, rippeur, metteur sur table et tous les quatre ans, chacun était chauffeur durant un an. Quelques postes fixes, élus par leurs pairs, échappaient à la rotation ; c’était le cas du gérant, des brigadiers, du mécanicien et des deux magasiniers qui s’occupaient des dépôts en sous-sol.

## Fin d'un monopole
L’UCHV, en tant qu’entreprise de transport et de prestations de services, bénéficiait ainsi, jusqu’en février 2010, d’un monopole de fait — non de droit — à l’Hôtel Drouot. Mais le 21 juillet 2010, dans le cadre d’une enquête menée par l’OCBC entre 2004 et 2009, l’UCHV a été mise en examen en tant que personne morale pour association de malfaiteurs, complicité de vol et recel de vol en bande organisée, assorties d’un contrôle judiciaire à compter du 1er septembre 2010. Date à laquelle les 110 manutentionnaires se voient interdits d’exercice, mettant ainsi fin à l’UCHV. En sus, une quarantaine des 110 commissionnaires ont été personnellement mis en examen puis renvoyés en correctionnelle en 2015.
Enfin, par jugement du 6 septembre 2016 du tribunal correctionnel de Paris, cette société a été dissoute et condamnée à une peine de 220 000 euros d'amende.

## Sources
1. ↑  Jean-Marie Jeudy, Les mots pour dire la Savoie : et demain, j'aurai autre chose à vous raconter, Montmélian, La Fontaine de Siloé, Collection « Savoie proche », 2006, 540 p. (ISBN 978-2-84206-315-3, lire en ligne), p. 144-145.
2. ↑  L’Almanach savoyard, 2005, « les cols rouges de Drouot », p. 82 à 85.
3. ↑  AFP, 14 septembre 2010.
4. ↑  Drouot privé de ses Cols rouges
5. ↑  Les voleurs de Drouot iront en correctionnelle